# უ
უ（グルジア語: უნი、/ʊnɪ/）は、現行のグルジア文字の20番目の文字（正書法改正前は23番目）である。

## 使用
ジョージア語では円唇後舌め広めの狭母音[ʊ]を表す。記数法では「ჳ」と同じく数値400を表す。
ジョージア国内のラズ語でも使用されている。トルコ国内で使用されているラズ語ラテン・アルファベットの「U」に対応する。アブハズ語（1937年から1954年まで）およびオセット語（1938年から1954年まで）のグルジア文字表記法でも使用されていたが、現在はキリル文字が主に使われ、「У」と記される。
ジョージア語のラテン文字化では「U」と記す。グルジア語の点字では記号⠥（U + 2825）となる。

## 歴史
古ジョージア語の時代には円唇後舌め広めの狭母音[ʊ]を表す単独の文字は存在せず、同じ発音はギリシア語の「ου」に倣い「ႭჃ」の2文字で表したが、中ジョージア語時代にようやく合字が形成され、現在の「უ」となっている。なお、対応するアソムタヴルリの単一文字として「Ⴓ」も発明されたが、古ジョージア語の時代には存在しなかった。

## 字形
| アソムタヴルリ | ヌスフリ | ムヘドルリ | ムタヴルリ | アソムタヴルリ（新） |
| -------------- | -------- | ---------- | ---------- | -------------------- |
|                |          |            |            |                      |

## 符号位置
| 文字 | Unicode | JIS X 0213 | 文字参照          | 備考                 |
| ---- | ------- | ---------- | ----------------- | -------------------- |
| Ⴓ    | U+10B3  | -          | &#x10B3; &#4275;  | アソムタヴルリ（新） |
| ⴓ    | U+2D13  | -          | &#x2D13; &#11539; | ヌスフリ             |
| Უ    | U+1CA3  | -          | &#x1CA3; &#7331;  | ムタヴルリ           |
| უ    | U+10E3  | -          | &#x10E3; &#4323;  | ムヘドルリ           |